# Procureur général du Québec
Le procureur général du Québec est une fonction ministérielle qui prend ses racines dans la tradition britannique.
Depuis 1965, le procureur général est également ministre de la Justice du Québec.

## Histoire
Sur le territoire du Québec, la fonction de procureur général remonte au XVIIIe siècle.

## Liste des procureurs généraux

### Procureur général de laprovince de Québec(1763-1791)
| Nom             | Début | Fin  |
| --------------- | ----- | ---- |
| George Suckling | 1764  | 1766 |
| Francis Maseres | 1766  | 1769 |
| Henry Kneller   | 1770  | 1775 |
| William Grant   | 1775  | 1776 |
| James Monk      | 1776  | 1789 |

### Procureur général duBas-Canada(1791-1841)
| Nom                       | Début | Fin  |
| ------------------------- | ----- | ---- |
| Jonathan Sewell           | 1790  | 1793 |
| James Monk                | 1793  | 1794 |
| Jonathan Sewell           | 1795  | 1808 |
| Edward Bowen              | 1808  | 1808 |
| Norman Fitzgerald Uniacke | 1809  | 1810 |
| Edward Bowen              | 1810  | 1812 |
| Norman Fitzgerald Uniacke | 1812  | 1825 |
| James Stuart              | 1825  | 1831 |
| Charles Richard Ogden     | 1833  | 1842 |

### Procureur général duCanada-Est(1841-1867)
- Le titre de « Procureur général du Bas-Canada » continue d'être utilisé.

| Nom                        | Début | Fin  |
| -------------------------- | ----- | ---- |
| Louis-Hippolyte Lafontaine | 1842  | 1843 |
| James Smith                | 1844  | 1847 |
| William Badgley            | 1847  | 1848 |
| Louis-Hippolyte Lafontaine | 1848  | 1851 |
| Lewis Thomas Drummond      | 1851  | 1856 |
| George-Étienne Cartier     | 1856  | 1862 |
| Antoine-Aimé Dorion        | 1863  | 1864 |
| George-Étienne Cartier     | 1864  | 1867 |

### Procureur général du Québec (depuis 1867)[1]
| Nom                        | Début | Fin  |
| -------------------------- | ----- | ---- |
| Gédéon Ouimet              | 1867  | 1873 |
| George Irvine              | 1873  | 1874 |
| Levi Ruggles Church        | 1874  | 1876 |
| Auguste-Réal Angers        | 1876  | 1878 |
| David Alexander Ross       | 1878  | 1879 |
| Louis-Onésime Loranger     | 1879  | 1882 |
| Joseph-Alfred Mousseau     | 1882  | 1884 |
| Louis-Olivier Taillon      | 1884  | 1887 |
| Honoré Mercier             | 1887  | 1888 |
| Arthur Turcotte            | 1888  | 1890 |
| Joseph-Émery Robidoux      | 1890  | 1891 |
| Thomas Chase Casgrain      | 1891  | 1892 |
| Edmund James Flynn         | 1892  | 1892 |
| Thomas Chase Casgrain      | 1892  | 1896 |
| Louis-Philippe Pelletier   | 1896  | 1897 |
| Horace Archambeault        | 1897  | 1905 |
| Lomer Gouin                | 1905  | 1919 |
| Louis-Alexandre Taschereau | 1919  | 1936 |
| Joseph-Edouard Perrault    | 1936  | 1936 |
| Charles-Auguste Bertrand   | 1936  | 1936 |
| Maurice Duplessis          | 1936  | 1939 |
| Wilfrid Girouard           | 1939  | 1942 |
| Léon Casgrain              | 1942  | 1944 |
| Maurice Duplessis          | 1944  | 1959 |
| Antoine Rivard             | 1959  | 1960 |
| Georges-Émile Lapalme      | 1960  | 1963 |
| René Hamel                 | 1963  | 1964 |
| Claude Wagner              | 1964  | 1965 |

Voir ministre de la Justice du Québec pour les titulaires après 1965.

## Importance en procédure civile
Le Code de procédure civile du Québec contient des règles relatives  à l'obligation d'aviser le Procureur général du Québec quand un demandeur décide d'intenter certaines procédures.
En vertu de l'art. 76 (1) CPC, le demandeur qui remet en cause la constitutionnalité d'une loi, d'un règlement ou d'un décret en vertu de la théorie de l'aspect, la théorie de l'inapplicabilité ou la théorie de l'inopérabilité doit aviser le Procureur général du Québec.
D'après l'art. 76 (2) CPC ,l'obligation d'aviser le Procureur général du Québec existe aussi lorsqu'un demandeur veut obtenir une réparation en vertu de la Charte canadienne des droits et libertés  et la Charte des droits et libertés de la personne. L'art. 76 (3) crée la même exigence d'aviser le Procureur général pour mettre en question la navigabilité et la flottabilité d'un lac ou d'un cours d'eau.
L'art. 77 (1) CPC prévoit que l'avis au procureur général doit être signifié le plus tôt possible, mais au plus tard 30 jours avant la mise en état de l’affaire en matière civile ou, dans les autres matières, 30 jours avant l’instruction. Il doit également y accompagner tous les actes de procédure déjà versés au dossier. L'art. 77 (3) prévoit une obligation analogue d'envoyer l'avis au Procureur général du Canada lorsque la règle de droit concerne la compétence du gouvernement fédéral.
L'art. 78 CPC prévoit qu'« en matière criminelle ou pénale, l’avis au procureur général fondé sur le deuxième alinéa de l’article 76 doit être signifié au moins 10 jours avant la date de l’instruction sur la demande de réparation ».
L'art. 80 CPC énonce que la condamnation du procureur général du Québec ne peut faire l’objet de mesures d’exécution forcée, sauf les règles particulières de l’exécution forcée sur action réelle.
La demande qui porte sur les droits et obligations du gouvernement est dirigée contre le procureur général du Québec, d'après l'art. 96 CPC.
La notification au procureur général du Québec se fait auprès de la direction du contentieux du ministère de la Justice à Québec ou à Montréal, d'après l'art. 126 CPC.